# Cuernavaca (Baja California)
Cuernavaca  o Ejido Cuervanaca, es una localidad mexicana, del municipio de Mexicali, Baja California, enclavada en la delegación González Ortegas, en la parte sureste de la ciudad de: Mexicali. Según el censo del 2010 realizado por el INEGI, la población en aquel momento ascendía a 623 habitantes. Se ubica en las coordenadas 32° 33′ 51.6″ de latitud norte y 115°18'10.7" de longitud oeste.
Ejido Cuernavaca se encuentra comunicada principalmente por la carretera federal n.º 2, que atraviesa el poblado de este a oeste, y por la carretera estatal n.º 128, la cual hace intersección en esta localidad con la federal n.º 2 y se dirige hacia el norte, al poblado: Islas Agrarias Grupo B.